# Butterbean's Café
Butterbean's Café : le café enchanté est une série télévisée d'animation fantastique américano-irlandaise créée par Jesus Adrian SLU et Angel Can SLU, commandée par Nickelodeon. La série suit Butterbean, une fée qui tient un café de quartier avec ses amis et sa petite sœur Cricket. Au total, 40 épisodes ont été programmés. La série a été lancée le 12 novembre 2018.
Le 4 juin 2019, la série a été renouvelée pour une deuxième saison. La série est arrivée sur la chaîne Nick Jr. à partir du 25 août 2019, puis elle s'est terminée le 1er novembre 2020 sur la même chaîne.
En France, la série est diffusée à partir du 19 février 2019 sur Nickelodeon Junior et rediffusée à partir du 3 mars 2025 sur NRJ12 et C8.

## Synopsis
Butterbean's Café se déroule dans le pays magique de Puddlebrook et suit son personnage principal, Butterbean, une jeune fée qui s'ouvre et travaille dans son propre café, avec l'aide de sa sœur Cricket et de ses amis Poppy, Dazzle et Jasper. Les clients du café se composent de tamias et de lapins anthropomorphes. À côté du café se trouve Mme Marmalady, grincheuse, qui complote pour mettre Butterbean en faillite, pour échouer à chaque fois. Dans la série, un comique de répétition consiste en l'intervention d'un personnage (sur lequel l'épisode se concentre ) qui brise le quatrième mur en parlant au spectateur dans une confession de style documentaire où ils expliquent les différentes situations dans lesquelles il se trouve. En travaillant ensemble, les fées préparent des friandises incroyables dans la majeure partie de l'épisode. Si la recette de friandise est un succès, Butterbean plante un haricot surprise coloré produisant des effets spéciaux basés sur celle-ci, en fonction de l'épisode, qu'elle appelle "La Finition Féerique", en anglais ''The Fairy Finish''.

## Distribution

### Voix originales
- Butterbean : Margaret Ying Drake
- Cricket : Amelie Halls
- Dazzle :  Olivia Grace Manning
- Poppy : Kirrilee Berger
- Jasper : Koda Gursoy (saison 1) et Quinn Breslin (saison 2)
- Mme Marmalady : Alysia Reiner
- Spork et Spatch : Chris Phillips

### Voix françaises
- Butterbean : Anaïs Delva
- Cricket : Caroline Combes
- Dazzle : Clara Soares
- Poppy : Isabelle Volpe
- Spork et Spatch : Olivier Podesta

Version française :
- Société de doublage : Lylo
- Direction artistique : Bruno Meyere
- Adaptation des dialogues : Amélie Audefroy-Wallet et Noreen Ropers
- Adaptation et direction artistique générique et chansons : Edwige Chandelier

## Production

### Fiche technique
- Titre original : Butterbean's Café
- Titre français : Butterbean's Café : le café enchanté
- Création : Jeff Borkin, Ellen Martin
- Réalisation : Jean Herlihy
- Musique : Mike Barnett
- Production : Milind D. Shinde
- Sociétés de production : Brown Bag Films, Nickelodeon Animation Studio
- Sociétés de distribution : 9 Story International Distribution, ViacomCBS Networks International
- Pays d'origine :  États-Unis
- Langue originale : anglais
- Format : 16/9 1080i
- Genre : Série d'animation
- Nombre de saisons : 2
- Nombre d'épisodes : 60
- Durée : 22 minutes
- Dates de première diffusion :
  - États-Unis : 12 novembre 2018
  - France : 19 février 2019

## Épisodes

### Saison 1 (2018-2020)
1. L'Inauguration (The Grand Opening!)
2. Le cake aux bananes de Mamie Nana / Des citrons en veux-tu en voilà ! (Grandma Nana Banana Bread/ Lots and Lots of Lemons!)
3. Les bretzels de l'amitié ! / La chasse à la dent de lait (Friendship Pretzels!/ The Wild Tooth Chase)
4. Le gâteau-strophe de Dazzle / Le premier menu de Cricket (Dazzle's Cake-tastrophe!/ Cricket's First Menu!)
5. La Biscuit Mobile / Tartine fondante pour la présidente (The Sweetest Ride/ A Grilled Cheese for the Big Cheese!)
6. Gâteau de mariage, gâteau de partage / Des parfaits parfaitement féeriques (Wedding Cake Switcheroo/ Fairy Berry Parfait!)
7. La soupe arc-en-ciel / Goûter pizza (Rainbow Noodle Soup/ Pizza Party!)
8. Joyeux Thanksgiving ! / C'est Cricket, la patronne ! (Fairy Happy Thanksgiving!/ Cricket's the Boss!)
9. Les cupcakes étoilés / Les granités d'été (The Starlight Cupcake Surprise!/ Summer Slushies!)
10. Changement de poste / La Baguette bicyclette (Switchin' in the Kitchen!/ The Breadstick Bicycle!)
11. Quels singes, ces biscuits / Les nouveaux voisins (Monkey Cookie Escape!/ The New Neighbors!)
12. La fée Dragée (The Sugar Plum Fairy!)
13. Butterbean fait du baby-sitting ! / Chocolat tout chaud tout beau ! (Butterbean Babysits!/ Fairy Cozy Cocoa!)
14. Où est Cookie ? / Jasper apprend la pâtisserie (Where's Cookie?/ Jasper Learns to Bake!)
15. Gâteau-surprise / Tic-tac-tomates (Surprise Cake!/ Tic Tac Tomato!)
16. Éternuements à gogo ! / La reine de la quiche ! (A Fairy Sneezy Day!/ The Queen of Quiche!)
17. Café dansant / Cricket fait du camping ! (Café Ballet/ Cricket Goes Camping!)
18. Les pancakes volants ! / Le pique-nique parfait ! (Fluttercakes!/ The Perfect Picnic!)
19. Le printemps est arrivé ! / Dazzle pousse la chansonnette ! (Spring Has Sprung!/ Dazzle Loves to Sing!)
20. La grande chasse aux œufs / Un gâteau qui redonne le souris ! (The Great Egg Hunt!/ Upside-Down Frown Cake!)
21. Les barbecues, ça tache / A la recherche de la recette perdue (The Messy Barbecue!/ Poppy's Lost Cookbook!)
22. Le Beurre Flottant / Cricket fait des livraisons (Flutter Butter!/ Cricket Delivers!)
23. Pas de chance, Jasper ! / La Machine Verte à la rescousse ! (Bad Luck Jasper!/ Green Machine to the Rescue!)
24. Les inséparables / La fantastique théière de Dazzle ! (Cricket's Forever Friend/ Dazzle's Tea-riffic Teapot!)
25. Une Belle Bande de pirates ! / De Délicieux Trésors (Cricket's Treasure Hunt/ The Puddlebrook Gold Rush!)
26. Les crudités disparues / Cricket est demoiselle d'honneur ! (The Missing Veggies!/ Cricket the Flower Girl!)
27. Le luau hawaïen / Garder Cookie (The Hawaiian Luau!/ Kitty-sitting!)
28. Des tartes à emporter / Pas de chance, Poppy ! (The Takeout Window!/ Poppy's Fortune!)
29. Poppy donne un cours de cuisine / Une journée donne la pêche ! (Poppy's Cooking Class!/ A Fairy Peachy Day!)
30. La Tour de crêpes vertigineuse (The Towering Tower of Crepes!)
31. Patronne d'un jour ! / Docteur Cricket (Boss for the Day!/ Cricket's Get Well Wagon!)
32. Chut, voilà le soufflé ! / Cannelle, la peluche ! (No Way, Soufflé!/ Cinnamon the Elephant!)
33. À la recherche des haricots magiques (The Fairy Bean Adventure!)
34. Le nouvel ami de Miss Marmalady / Une nuit au Café enchanté (A Kitty for Marmalady's!/ Slumber Party!)
35. Un haricot pour Halloween (A Bean for Halloween!)
36. Les sœurs Marmalady ! / Le Café enchanté va fermer ! (The Marmalady Sisters!/ Butterbean's Is Closing!)
37. Le poisson d'avril / L'anniversaire surprise de Dazzle (The April Fools' Joke!/ Dazzle's Birthday Surprise!)
38. Oups à la pagaille ! (Oopsie Doodle!)
39. Le bonhomme de pain d'épice / La journée jeux (The Gingerbread Man!/ Copykitties!)
40. La tomate géante / Des clients exigeants (The Big Tomato!/ Tough Customers!)

### Saison 2 (2020)
1. Gaëlle Ganache / Une réception féerique (Stella Sprinkles!/ Fairy Fancy!)[4]
2. La Facilitetout / La tache qui fâche (EZ-PZ!/ The Splat Spot!)
3. La recette de l'amitié / Cricket, capitaine d'équipe (A Recipe for Friendship!/ Team Captain Cricket!)
4. Plus pétillantes qu'une limonade / Miss Marmalady copie (Rebel Without a Whisk!/ Key Slime Bars!)
5. La joyeuse équipe s'agrandit (Cutie Pie's Pizza Pies!)
6. L'invasion des cerises / Soirée cinéma (Cherry Delicious!/ Movie Night!)
7. Des pancakes parfaitement parfaits / Jasper se disperse (Perfectly Perfect Pancakes!/ The Delivery Game)
8. Le coq vadrouilleur / La reine des biscuits (Runaway Rooster/Cookie Master)
9. Rock n' roll sushis / Un bébé chez Marmalady (I Love Rockin' Rolls!/A Baby at Marmalady's)
10. La légende du haricot des ténèbres (The Legend of the Shadow Bean)
11. La Fête de la glace / La photographe du Café enchanté (Ice Cream Funday!/ Fairy Food Fails!)
12. La course à la finition féerique / Butterbean est débordée (Race to the Fairy Finish/ Busy, Busy Butterbean!)
13. La visite médicale de Caminionette / Les scouties à la cannelle (Cutie Pie's Checkup/ Puddle Scout Cookies)
14. Les Haricots somnifères / Chacun sa méthode (Sleepy Bean/ Oldies But Smoothies)
15. Féeriquement pop (Fairy Pop)
16. Jasper le sapeur-pompier / Cookie à la rescousse (Firefighter Jasper/ Cookie to the Rescue!)
17. Joyeux anniversaire, Cricket ! / Frank (Happy Birthday, Cricket!/ Friendly Frank!)
18. La première finition féerique de Cricket / Des pâtisseries très collantes (Cricket's First Fairy Finish/ Tricky Sticky Buns)
19. Crise de hoquet / Les potato skates (The Big Birthday Hiccup!/ Skater 'Taters!)
20. La flamboyante fée Framboise / La Marmabande (The Glowberry Fairy!/ Hello, Marma Team!)

## Univers de la série

### Personnages
- Butterbean (voix de Lily Wilmott au Royaume-Uni et de Margaret Ying Drake aux États-Unis) :

Une fée à la peau claire, aux yeux bleu foncé et aux cheveux bruns qui ouvre et travaille dans son propre café. Sa couleur de prédilection est le bleu, et son symbole est un haricot. Son outil de cuisine est un fouet.
- Cricket (voix de Gabriella Pizzolo aux États-Unis et d'Amelie Halls au Royaume-Uni) :

La petite sœur de Butterbean, à la peau claire, aux yeux bleu clair et aux cheveux blonds en deux nattes. Sa couleur de prédilection est le rose, et son symbole est un cœur. Son outil de cuisine est un sac de glaçage. Elle a surtout été utilisée dans la chanson "Tous aux fourneaux'". Dans le premier épisode de la saison 1, il est mentionné qu'elle a 6 ans et qu'elle en aura probablement 7 dans l'épisode 7 de la saison 2.
- Poppy (voix de Kirrilee Berger aux États-Unis et d'Alisia-Mai Goscomb au Royaume-Uni) :

L'amie à lunettes de Butterbean, à la peau claire, aux yeux verts et aux cheveux roux en queue de cheval, qui tient la cuisine. Sa couleur de prédilection est l'orange, et son symbole est une fleur. Son outil de cuisine est une cuillère de cuisine.
- Dazzle (voix d'Olivia Grace Manning aux États-Unis et d'Imogen Sharp au Royaume-Uni) :

L'amie de Butterbean, à la peau foncée, aux yeux bruns et aux cheveux violets, avec deux couettes frisés, qui tient le comptoir et la caisse du café. Sa couleur de prédilection est le violet, et son symbole est une étoile. Son outil de cuisine est un stylet.
- Jasper (voix de Koda Gursoy et Quinn Breslin aux États-Unis et Eric O'Carroll dans la saison 1, et Alexander James dans la saison 2, au Royaume-Uni) :

Le livreur à la peau claire, aux yeux marron et aux cheveux bleus, qui approvisionne le café en ingrédients frais. À l'origine, une fée sans ailes, il a développé des ailes en rejoignant l'équipe de Butterbean. Ses couleurs de prédilection sont le bleu et le vert, et son symbole est un éclair. Il est le seul membre de l'équipe de Butterbean à ne pas avoir d'outil de cuisine, mais dans l'épisode "La Tour des crêpes vertigineuse", il a reçu une spatule du chef Belle Legume.
- Cookie :

Un chat ailé et volant qui vit au Café de Butterbean. Elle est la propriété de Cricket. C'est une chatte enjouée qui s'attire parfois des ennuis en se cachant dans des endroits inattendus.
- Mme Marmalady (voix d'Alysia Reiner aux États-Unis et Judy Emmett au Royaume-Uni) :

Une vieille fée à la peau pâle, aux yeux bruns et aux cheveux blonds avec un chignon, qui est la rivale de Butterbean. Comme elle et ses employés fabriquent des produits de qualité inférieure, son café ne reçoit pratiquement pas de clients. Son café était à l'origine le seul restaurant de Puddlebrook jusqu'à ce que Butterbean ouvre le sien. Elle est donc jalouse de Butterbean et veut mettre fin à ses activités, mais ses plans échouent toujours. Cependant, elle montre parfois son côté doux, comme dans l'épisode "La Fée Dragée".
- Spork et Spatch (tous deux interprétés par Chris Phillips aux États-Unis et par Mike Cross au Royaume-Uni) :

Les singes maladroits de Mme Marmalady qui s'intéressent à la nourriture que Butterbean prépare, au grand désarroi de Mme Marmalady. Spork est plus gros et a une fourrure orange, tandis que Spatch est plus mince et a une fourrure fauve. Bien qu'ils se chargent des projets de Mme Marmalady, ils lui servent aussi parfois un peu de conscience.
- Marzipan :

Un chat gris foncé appartenant à Mme Marmalady. D'abord un chat errant, il entre dans le Café de Butterbean où il fait tomber des choses à la surface, ce qui fait porter le chapeau à Cookie. Mme Marmalady l'a adopté par jalousie du fait que Butterbean avait deux animaux de compagnie, et l'a appelé Marzipan en référence aux biscuits à la pâte d'amande que l'équipe du café fabriquait à l'époque. Marzipan adore Mme Marmalady mais ne semble pas aimer Spork and Spatch.